# Nezávislá trakce

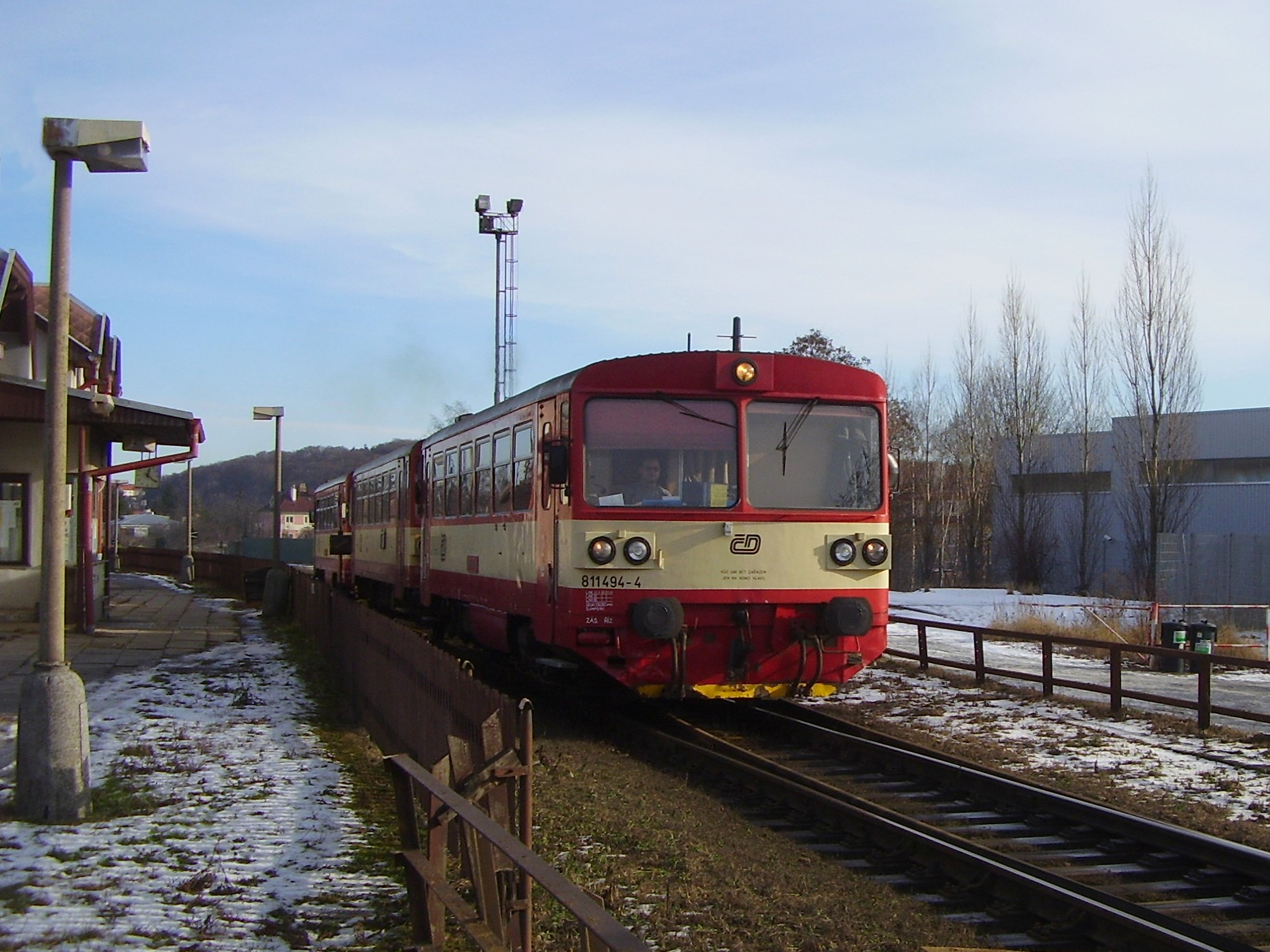
Motorový vůz 811 na neelektrizované trati Praha – Rakovník

Nezávislá trakce je způsob pohonu železničních vozidel, který nevyužívá elektrickou energii odebíranou z pevných trakčních zařízení na trati.
Stroje pro nezávislou trakci jsou poháněné především dieselovými motory a parními stroji. Trakce není závislá, resp. je nezávislá na (průběžné) dodávce energie z vnějších zdrojů na trati.
Provozovat tratě jen v nezávislé trakci je výhodné tam, kde jsou slabší přepravní proudy a jezdí zde méně vlaků s menší obsazeností nebo nízkou tonáží. Zavádění elektrického pohonu je totiž spojeno s nemalými investičními náklady a zvýšenými provozními náklady. Zato cena trakční elektřiny je oproti naftě vyšší.[zdroj?]

## Užití nezávislé trakce v provozu
V roce 2008 v České republice bylo 6455 km neelektrifikovaných z celkových 9496 km tratí. Například u nákladního dopravce ČD Cargo je v nezávislé trakci provozováno přibližně jen 9 % výkonů. Soukromé firmy často využívají lokomotivy nezávislé trakce kvůli relativní dostupnosti ojetých strojů odkoupených z vlečkových provozů nebo i nepotřebných strojů od českých nebo slovenských státních dopravců.
Pro kontinentální Evropu je typická převaha elektrické trakce. Elektrifikována je většina hlavních tahů, většina příměstských linek v okolí velkých aglomerací a všechny vysokorychlostní železnice. V Rusku je situace obdobná. Naopak v USA je drtivá převaha nezávislé trakce, což je dané tradičně nízkou cenou nafty v kombinaci se značnými vzdálenostmi a nevýraznou osobní dopravou. Ve Velké Británii je sice velké procento tratí elektrifikováno, jenže několika různými napájecími soustavami s různými napětími, nebo dokonce s využitím napájecí kolejnice, což způsobuje, že elektřina je využívána převážně jen v osobní dopravě, zatímco nákladní vlaky tahají většinou dieselelektrické lokomotivy.[zdroj?]